# Міктерія (рід)
Міктерія (Mycteria) — рід птахів родини лелекових (Ciconiidae). Містить 4 види.

## Поширення
Рід поширений в Африці, Південній і Південно-Східній Азії, Латинській Америці.

## Види
- Лелека-тантал білий (Mycteria cinerea)
- Лелека-тантал африканський (Mycteria ibis)
- Лелека-тантал індійський (Mycteria leucocephala)
- Міктерія (Mycteria americana)

Викопні види
- Mycteria milleri
- Mycteria wetmorei